# An Evening with Diana Ross
An Evening with Diana Ross — второй концертный альбом американской певицы Дайаны Росс, выпущенный в 1977 году на лейбле Motown Records. Запись концерта прошла в 1976 году в театре Амансон в Лос-Анджелесе во время тура с одноимённым названием. За видео с выступлением с этого концерта певица получила премию «Тони», а также была номинирована на премию «Эмми».
Альбом достиг 29-го места в американском Billboard Top LPs & Tape и 52-го в британском UK Albums. Там же альбом получил серебряную сертификацию за 60 000 проданных копий.

## Список композиций
Сторона «А»:
1. «Overture» — 2:35
2. «Here I Am» — 1:02
3. «I Wouldn’t Change a Thing» — 1:50
4. «The Lady Is a Tramp» — 2:00
5. «Touch Me in the Morning» — 2:54
6. «Smile / Send in the Clowns» — 4:30
7. «Love Hangover» — 4:49

Сторона «B»:
1. «Girls» — 1:20

The Point
1. «Everybody’s Got ’Em» — 1:05
2. «Me And My Arrow» — 1:17
3. «Lifeline» — 3:01
4. «Everybody’s Got ’Em (Reprise)» — 1:07

The Working Girls (Billie Holiday, Josephine Baker, Ethel Waters, Bessie Smith)
1. «Lady Sings the Blues[англ.]» — 1:00
2. «T’Ain’t Nobody’s Bizness If I Do[англ.]» — 1:02
3. «I Cried for You» — 0:53
4. «Aux Iles Hawaii» — 1:00
5. «Stormy Weather» — 1:50
6. «Jump in the Pot (And Let’s Get Hot) (Instrumental)» — 0:23
7. «I Need a Little Sugar in My Bowl» — 2:13
8. «My Man» — 2:18

Сторона «C»
The Motown Story — 4:52
1. «Motown Overture»
2. «Money (That’s What I Want)»
3. «Please Mr. Postman»
4. «Fingertips[англ.]»
5. «I Want You Back»
6. «You Keep Me Hanging On»
7. «Baby Love»
8. «Someday We’ll Be Together»

The Supremes — 6:28
1. «Stop! In the Name of Love»
2. «You Can’t Hurry Love»
3. «Reflections[англ.]»
4. «My World Is Empty Without You[англ.]»
5. «I Hear a Symphony[англ.]»

Reach Out
1. «Reach Out and Touch (Somebody’s Hand)» — 2:49

Сторона «D»
One Giant Step
1. «The Music in the Mirror» — 3:35
2. «What I Did for Love» — 2:17
3. «Improvisations» — 1:19
4. «Dance: Ten; Looks: Three» — 2:59
5. «Theme from Mahogany (Do You Know Where You’re Going To)» — 1:15
6. «Ain’t No Mountain High Enough» — 4:05

## Участники записи
- Дайана Росс — вокал
- Грегг Райт — клавишные
- Марти Харрис — фортепиано
- Джин Пелло — ударные
- Луи Спирс — бас-гитара
- Джерри Стейнхольц — барабан конга
- Джон Колинз — гитара
- The Jones Girls[англ.] — бэк-вокал
- Хейворд Коулман — мим
- Дон МакЛеод — мим
- Стюарт Фишер — мим
- Гил Аски — аранжировщик/дирижер

## Сертификации
| Регион                                                      | Сертификация | Продажи |
| ----------------------------------------------------------- | ------------ | ------- |
| Великобритания (BPI)                                        | Серебряный   | 60 000^ |
| ^ Данные о тиражах приведены только на основе сертификации. |              |         |